# Josef Vrana

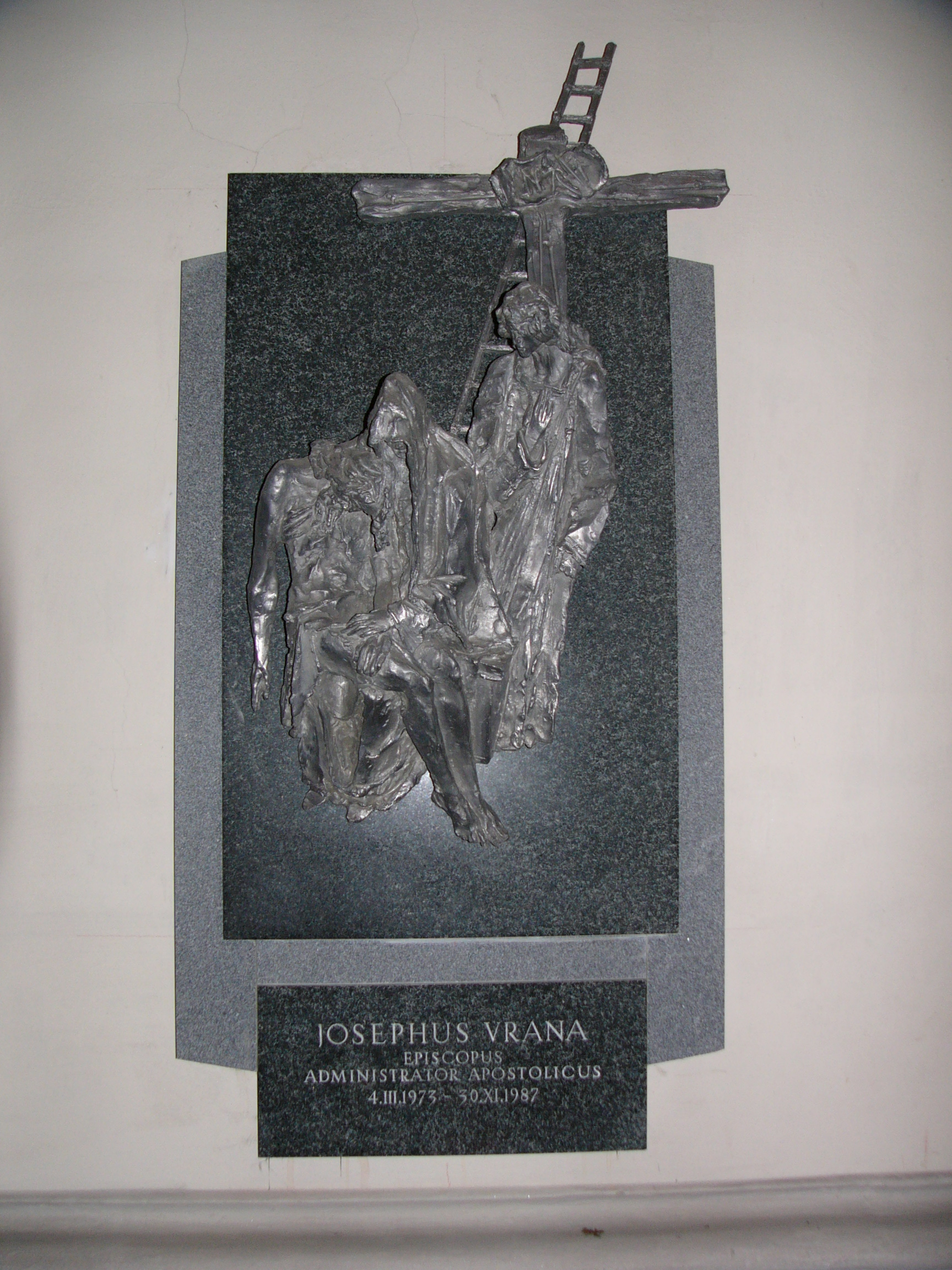
Epitaph für Josef Vrana im Olmützer Dom

Josef Vrana (* 17. Oktober 1905 in Střibrnice; † 30. November 1987 in Olmütz) war ein tschechischer Geistlicher und Administrator des Erzbistums Olmütz sowie Titularbischof von Octabia.

## Leben

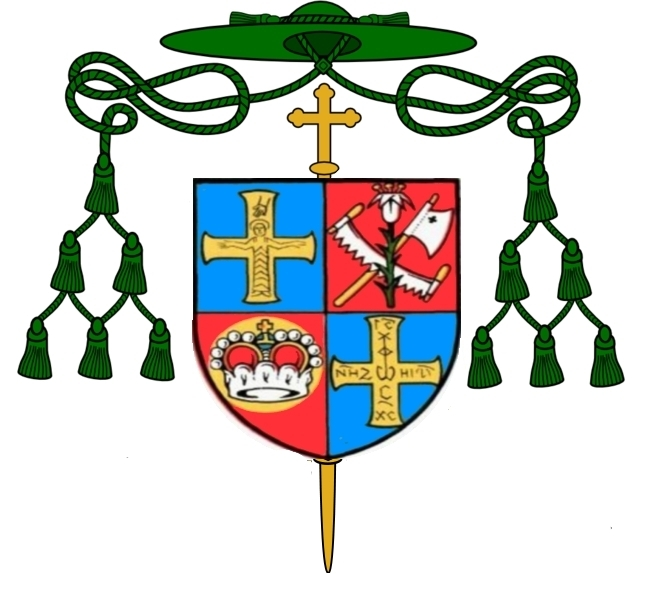
Wappen des Titularbischofs von Octabia

Nach dem Tod des internierten Olmützer Erzbischofs Josef Karel Matocha 1961 weigerten sich die tschechoslowakischen Behörden, einen vom Heiligen Stuhl vorgeschlagenen neuen Bischofskandidaten (František Vaňák) zu akzeptieren. Schließlich wurde am 19. Februar 1973 der dem kommunistischen Regime genehme Josef Vrana zum Administrator ernannt.
Die Position von Vrana wird kontrovers diskutiert. Um Schlimmeres zu vermeiden, akzeptierte der Vatikan seine Ernennung und ernannte ihn gleichzeitig zum Titularbischof von Octabia. Trotzdem hatte er zu ihm kein volles Vertrauen und vermied es, ihn als „Bischof von Olmütz“ zu bezeichnen, wie es die staatlichen Behörden verlangt haben. 
In der Bischofskonferenz, deren Mitglied er war, sollte Vrana die staatlichen Vorgaben und Erwartungen durchsetzen. Trotzdem soll er sich auch bemüht haben, seinen Aufgaben als Bischof gerecht zu werden. Weder seine Bischofskollegen noch die Gläubigen, die ihn als Verräter empfanden, vertrauten ihm. Seitens der staatlichen Behörden wurde er zwar ausgezeichnet, gleichzeitig wurde ihm aber auch misstraut, indem z. B. sein Büro und seine Telefonate abgehört wurden.
Vrana wurde in der Fürstenbergkapelle der Olmützer Kathedrale beigesetzt, wo ein Epitaph an ihn erinnert.